# The World's Finest Assassin Gets Reincarnated in Another World as an Aristocrat
The World's Finest Assassin Gets Reincarnated in Another World as an Aristocrat, connue au Japon sous le nom de Sekai Saikō no Ansatsusha, Isekai Kizoku ni Tensei suru (世界最高の暗殺者、異世界貴族に転生する, litt. « Le plus grand assassin du monde, réincarné en aristocrate dans un autre monde »), est une série de light novel japonais écrite par Rui Tsukiyo et illustrée par Reia.
La série est d'abord postée en ligne en juillet 2018 sur le site Shōsetsuka ni narō. Elle est ensuite acquise par Kadokawa Shoten, qui a publié huit volumes depuis février 2019, prépubliant les chapitres sur Kadokawa Sneaker Bunko (en).
Une adaptation manga illustrée par Hamao Sumeragi est publiée en ligne via le site web Young Ace Up de Kadokawa Shoten depuis janvier 2019. Huit volumes du manga ont ainsi été publiés.
Une adaptation en série animée réalisée par les studios Silver Link et Studio Palette a été diffusée entre octobre et décembre 2021.

## Synopsis
Le plus puissant assassin du monde décide de prendre sa retraite à cause de son âge avancé. Cependant, il est tué par l'organisation qui l'emploie. Mais contre toute attente, il se réveille en face d'une Déesse qui lui propose de le réincarner dans un monde de cape et d'épée à condition de mettre ses talents d'assassin a son service pour empêcher la destruction de ce monde des mains du héros. Acceptant la demande, l'assassin se réincarne en tant que Lugh Tuatha Dé, le dernier-né de la lignée d'assassins des Tuatha Dé et jure de vivre pleinement sa vie en tant qu'être humain et non plus en tant qu'outil.

## Personnages
Lugh Tuatha Dé (ルーグ, Rūgu)
Voix japonaise : Kenji Akabane (ja), Makoto Koichi (ja) (enfant), voix française : Pierre Le Bec,
Protagoniste principale de l'œuvre, il est le fils de Cian et Esri. Lugh est l'héritier désigné de la maison Tuatha Dé, un clan d'assassins, il fut donc naturellement formé par son père aux arts de l'assassinat mais aussi à la médecine, activité qui sert de couverture à leur famille pour accomplir leurs assassinats. Il est chargé par la déesse d'assassiner le héros une fois que ce dernier ait vaincu le Roi démon, qu'une prophétie annonce comme le destructeur de son monde.
Dia Viekone (ディア, Dia)
Voix japonaise : Reina Ueda, voix française : Helena Coppejans,
Amie d'enfance de Lugh, Dia rencontra ce dernier pour la première fois lorsqu'il a eu besoin d'un professeur pour apprendre la magie. Elle est l'un des mages les plus puissants du monde, elle est devenue encore plus puissante grâce à Lugh et ses connaissances générales sur le monde moderne.
Tarte (タルト, Taruto)
Voix japonaise : Yūki Takada, voix française : Véronique Fyon,
Assistante de Lugh, Tarte est une mage que ce dernier a sauvée. Elle est entièrement dévouée à Lugh et l'assiste pleinement dans son travail d'assassin. En apparence, elle apparait comme la jolie domestique de Lugh.
Maha (マーハ, Māha)
Voix japonaise : Shino Shimoji (ja), voix française : Célia Torrens,
Sœur adoptive de Lugh, Maha est une mage que Lugh a sauvée d'une sordide machination lorsque ce dernier voyagea pour la première fois sous le nom d'Illig Balor. Elle fait office de PDG pour la société de cosmétique que Lugh a fondée lorsque ce dernier s'absente pour ses missions d'assassinats.
Cian Tuatha Dé (キアン, Kian)
Voix japonaise : Toshiyuki Morikawa, voix française : Alexis Flamant
C'est le père de Lugh, il est l'actuel chef de la maison Tuatha Dé. C'est un père aimant, il est fier du fait que son fils aie facilement assimilé son enseignement aux techniques d'assassins et aux arts de la médecine.
Esri Tuatha Dé (エスリ, Esuri)
Voix japonaise : Chiaki Takahashi, voix française : Letitia Lienart
C'est la mère de Lugh, elle est également une dame noble issue de la maison Viekone et c'est aussi une parente éloignée de Dia. D'abord réticente à l'idée que Lugh soit élevé pour devenir un assassin de la maison Tuatha Dé, elle changea d'avis lorsque son mari lui a promis de faire tous son possible pour protéger leurs fils. Esri adore taquiner son fils et fait régulièrement des duels de cuisines avec ce dernier afin de tester leurs compétences culinaires respectifs.
Déesse (女神, Megami)
Voix japonaise : Yukari Tamura, voix française : Marie Braam
C'est une entité de l'au-delà qui a offert à Lugh la chance de se réincarner dans un autre monde avec tous ses anciens souvenirs intacts, mais à la condition qu'il tue le héros qui est censé vaincre le Roi démon avant qu'il ne mène le monde à sa perte.

## Productions et supports

### Light novel
Les premiers volumes de la série furent publiés en juillet 2018 sur le site Shōsetsuka ni narō. En février 2019, Kadokawa Shoten commence à publier l'œuvre en version imprimée. 
En Amérique du Nord, la maison d'édition Yen Press édite la version anglaise depuis juillet 2020,.

#### Liste des volumes
| no | Japonais | Japonais           | Japonais          |
| no | Titre | Date de sortie     | ISBN              |
| -- | --- | ------------------ | ----------------- |
| 1  | Sekai Saikou no Assassin, Isekai Kizoku ni Tensei Suru Vol. 1 (世界最強の暗殺者、異世界の絆に転生する第1巻) | 1er février 2019   | 978-4-04-107941-6 |
| 2  | Sekai Saikou no Assassin, Isekai Kizoku ni Tensei Suru Vol. 2 (世界最強の暗殺者、異世界の絆に転生する第2巻) | 1er juillet 2019   | 978-4-04-107874-7 |
| 3  | Sekai Saikou no Assassin, Isekai Kizoku ni Tensei Suru Vol. 3 (世界最強の暗殺者、異世界の絆に転生する第3巻) | 1er novembre 2019  | 978-4-04-107877-8 |
| 4  | Sekai Saikou no Assassin, Isekai Kizoku ni Tensei Suru Vol. 4 (世界最強の暗殺者、異世界の絆に転生する第4巻) | 1er avril 2020     | 978-4-04-108971-2 |
| 5  | Sekai Saikou no Assassin, Isekai Kizoku ni Tensei Suru Vol. 5 (世界最強の暗殺者、異世界の絆に転生する第5巻) | 1er septembre 2020 | 978-4-04-108972-9 |
| 6  | Sekai Saikou no Assassin, Isekai Kizoku ni Tensei Suru Vol. 6 (世界最強の暗殺者、異世界の絆に転生する第6巻) | 27 février 2021    | 978-4-04-108973-6 |
| 7  | Sekai Saikou no Assassin, Isekai Kizoku ni Tensei Suru Vol. 7 (世界最強の暗殺者、異世界の絆に転生する第7巻) | 29 juillet 2022    | 978-4-04-111501-5 |
| 8  | Sekai Saikou no Assassin, Isekai Kizoku ni Tensei Suru Vol. 8 (世界最強の暗殺者、異世界の絆に転生する第8巻) | 1er août 2024      | 978-4-04-111502-2 |

### Manga
En janvier 2019, une adaptation manga par Hamao Sumeragi est publiée en ligne via le site web Young Ace Up de Kadokawa Shoten. Huit volumes sont sortis. En Amérique du Nord, la maison d'édition Yen Press édite aussi la version anglaise de l'adaptation manga depuis février 2021,

#### Liste des tomes
| no | Japonais         | Japonais          |
| no | Date de sortie   | ISBN              |
| -- | ---------------- | ----------------- |
| 1  | 4 octobre 2019   | 978-4-04-108699-5 |
| 2  | 3 juillet 2020   | 978-4-04-109105-0 |
| 3  | 9 avril 2021     | 978-4-04-111203-8 |
| 4  | 9 novembre 2021  | 978-4-04-111808-5 |
| 5  | 9 septembre 2022 | 978-4-04-112553-3 |
| 6  | 10 juillet 2023  | 978-4-04-113419-1 |
| 7  | 8 mars 2024      | 978-4-04-114443-5 |
| 8  | 10 janvier 2025  | 978-4-04-115356-7 |

### Adaptation animée
Le 15 février 2021, une adaptation en anime de l'œuvre est annoncé, elle est produite par les studios Silver Link et Studio Palette. Masafumi Tamura réalise l'animé, tandis que Katsuhiko Takayama s'occupe du scénario, les chara-designs sont quant à eux confiés à Eri Nagata, enfin Kenichi Kuroda compose la bande originale. L'animé devait initialement être diffusé en juillet 2021, mais ce dernier a finalement été repoussé à octobre 2021 à la suite de certaines circonstances,. La série est diffusée pour la première fois au Japon entre le 6 octobre et le 22 décembre 2021 sur AT-X, et un peu plus tard sur Tokyo MX, KBS, SUN, TVA et  BS NTV. 
Crunchyroll et ADN possèdent les droits de diffusion en simulcast de la série dans les pays francophones,,. Depuis le 24 novembre 2021, Crunchyroll diffuse également une version doublée en français de la série réalisée par la société de doublage Lylo Media Group, sous la direction artistique de Sophie Jallet, par des dialogues adaptés de Stéphanie Noardo,,.
L'opening intitulé Dark seeks light est interprété par Yui Ninomiya (en), tandis que l'ending intitulé A Promise est interprété par Aira Yūki (en)

#### Liste des épisodes
| No      | Titre français                   | Titre japonais | Titre japonais        | Date de 1re diffusion |
| No      | Titre français                   | Kanji          | Rōmaji                | Date de 1re diffusion |
| ------- | -------------------------------- | -------------- | --------------------- | --------------------- |
| plan 1  | Quantum de confiance             | 信用の報酬     | Shin'yō no hōshū      | 6 octobre 2021        |
| plan 2  | Pacte de réincarnation           | 転生の取引     | Tensei no torihiki    | 13 octobre 2021       |
| plan 3  | Magie des liens                  | 絆の魔法       | Kizuna no mahō        | 20 octobre 2021       |
| plan 4  | Le Plan de la déesse             | 女神の計画     | Megami no keikaku     | 27 octobre 2021       |
| plan 5  | Les Qualifications d'un assassin | 暗殺者の資格   | Ansatsusha no shikaku | 3 novembre 2021       |
| plan 6  | Le Manoir des jeunes filles      | 少女の館       | Shōjo no yakata       | 10 novembre 2021      |
| plan 7  | Une Fausse Vie                   | 偽りの生活     | Itsuwari no seikatsu  | 17 novembre 2021      |
| plan 8  | La Cérémonie du choix            | 選択の儀式     | Sentaku no gishiki    | 24 novembre 2021      |
| plan 9  | Le Prix pour tuer                | 暗殺の代償     | Ansatsu no daishō     | 1er décembre 2021     |
| plan 10 | Premier Rencard                  | 初めてのデート | Hajimete no dēto      | 8 décembre 2021       |
| plan 11 | Le Choix de la traîtrise         | 裏切りの決意   | Uragiri no ketsui     | 15 décembre 2021      |
| plan 12 | Le Combat d'un assassin          | 暗殺者の戦い   | Ansatsusha no tatakai | 22 décembre 2021      |

## Voir également
- Redo of Healer - Une autre série de light novels du même auteur.

### Annotations
1. ↑  Les titres français de l'adaptation en anime proviennent de Crunchyroll.

### Édition japonaise
Light novel
1. 1 2  (ja) Tome 1
2. 1 2  (ja) Tome 2
3. 1 2  (ja) Tome 3
4. 1 2  (ja) Tome 4
5. 1 2  (ja) Tome 5
6. 1 2  (ja) Tome 6
7. 1 2  (ja) Tome 7
8. 1 2  (ja) Tome 8

Manga
1. 1 2  (ja) Tome 1
2. 1 2  (ja) Tome 2
3. 1 2  (ja) Tome 3
4. 1 2  (ja) Tome 4
5. 1 2  (ja) Tome 5
6. 1 2  (ja) Tome 6
7. 1 2  (ja) Tome 7
8. 1 2  (ja) Tome 8